# Whangarei
Whangarei (wym. [ˈfaːŋaˌɾei]) – miasto w Nowej Zelandii, na Wyspie Północnej, nad Zatoką Whangarei, najdalej na północ położone miasto Nowej Zelandii. Około 48,3 tys. mieszkańców.

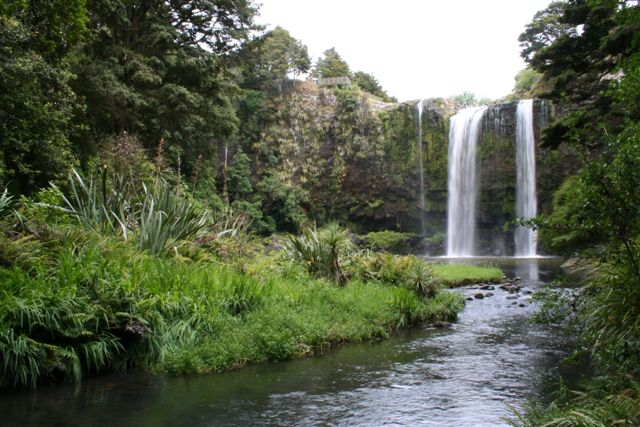
Whangarei Falls

W mieście znajduje się największy pod względem przeładunków port morski kraju.